# Mission San Xavier del Bac
La mission San Xavier del Bac est une mission du XVIIIe siècle à quelques kilomètres au sud de Tucson, en Arizona, aux États-Unis. Elle est caractérisée par son architecture espagnole coloniale. Elle est dédiée à saint François Xavier. 

## La mission aujourd'hui
Contrairement aux autres missions espagnoles en Arizona, San Xavier est toujours gérée activement par des franciscains et continue de servir la communauté indigène pour laquelle elle a été construite. Considérée comme le meilleur exemple de l'architecture coloniale espagnole aux États-Unis, la mission accueille environ 200 000 visiteurs chaque année. Elle est ouverte au public tous les jours, sauf lorsqu'elle est utilisée pour des services religieux. La congrégation des Sœurs franciscaines de la charité chrétienne (O.S.F.), fondée en 1869 à Manitowoc, Wisconsin, dans l'archidiocèse catholique romain de Milwaukee, poursuivent leur travail d'enseignement à l'école depuis 1872, et résident dans le couvent de la mission.
La mission San Xavier del Bac a été déclaré monument Historique national (National Historic Landmark) en 1960 et inscrit au Registre national des lieux historiques (National Register of Historic Places) en 1966. Le Festival de San Xavier a lieu le soir du vendredi suivant Pâques et comprend une procession aux flambeaux des membres tribaux Tohono O'odham et Yaqui.

## Galerie

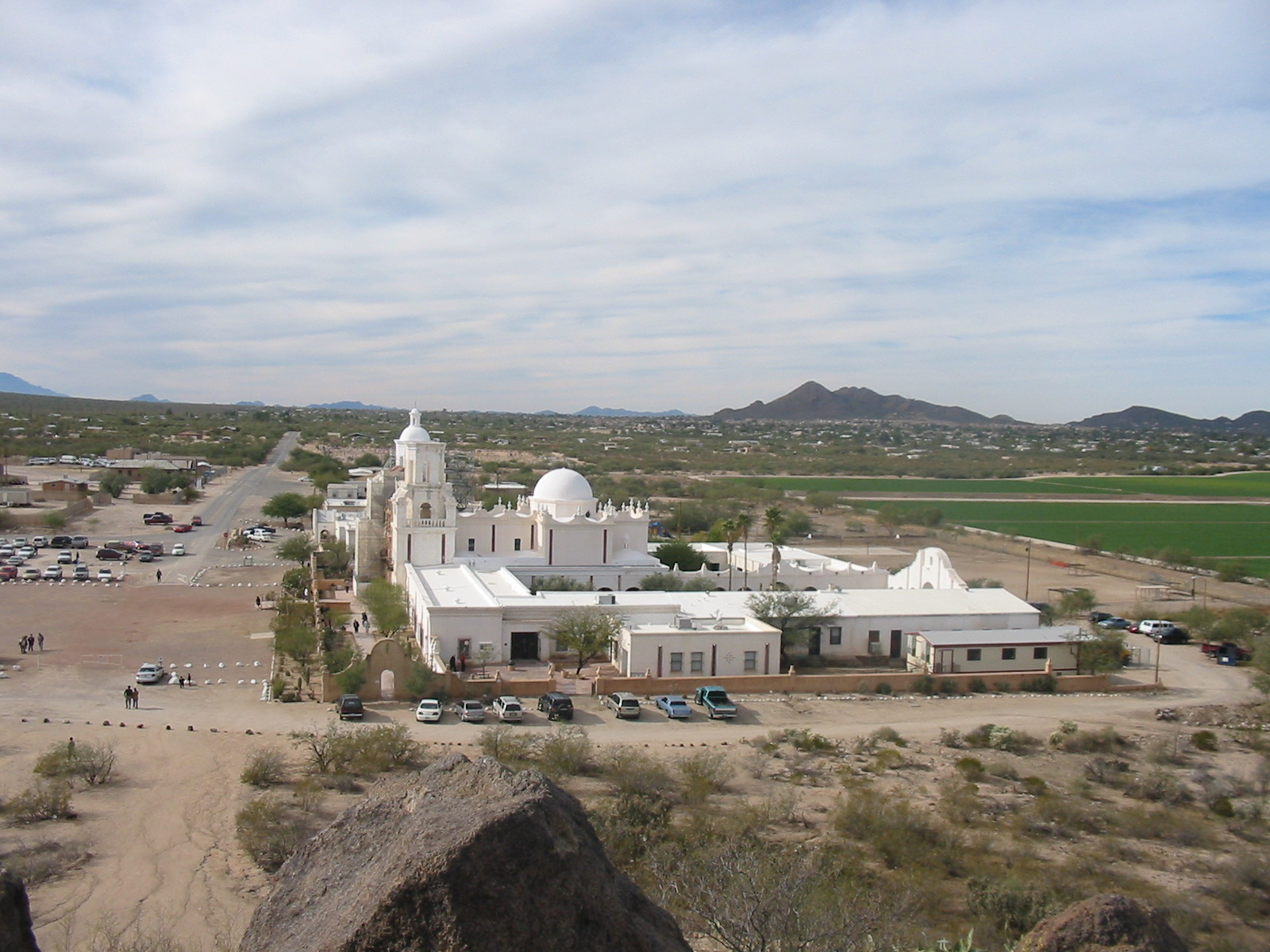
La mission vue depuis la colline à l'est du complexe.
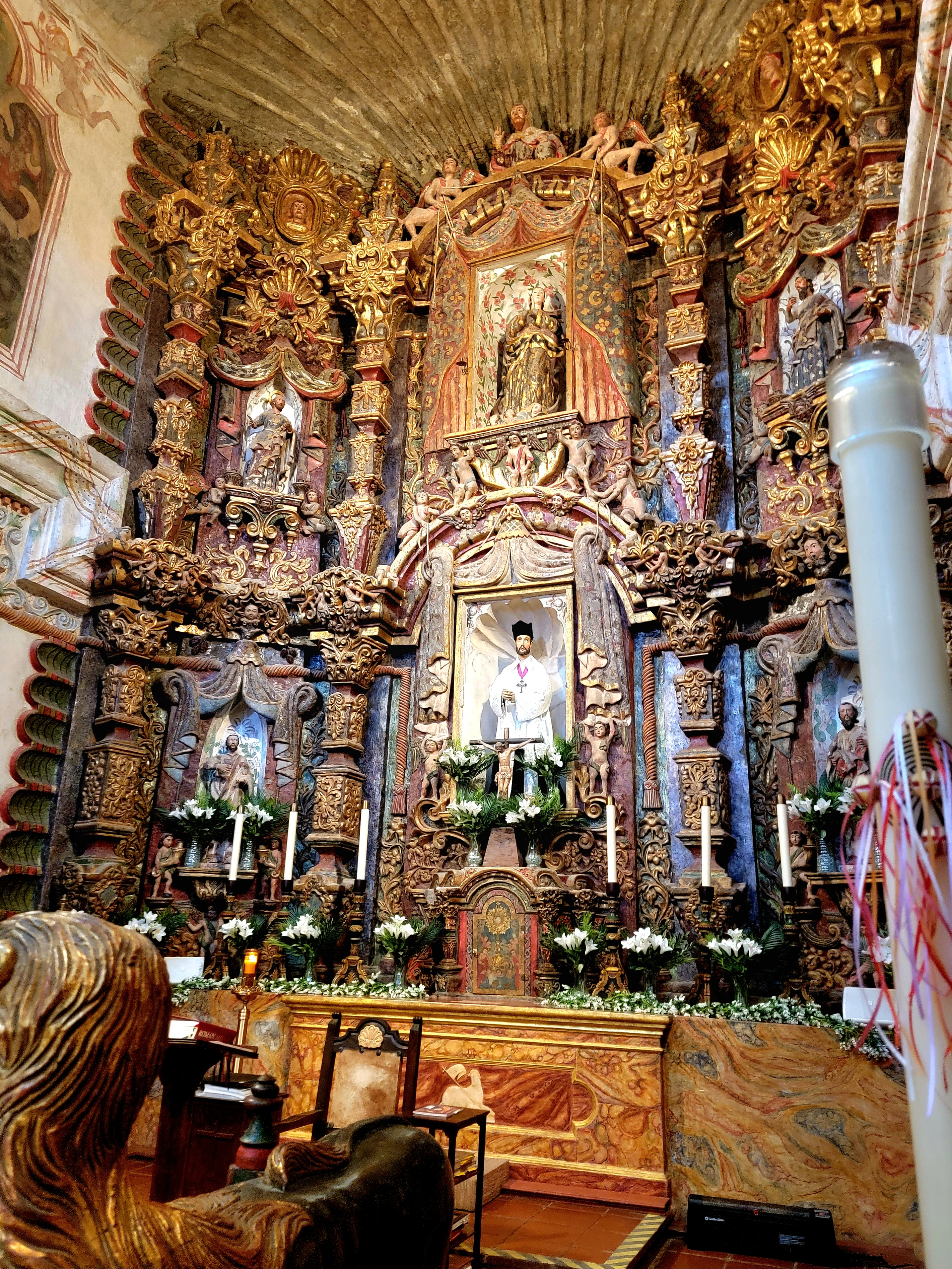
Le retable de l'autel.
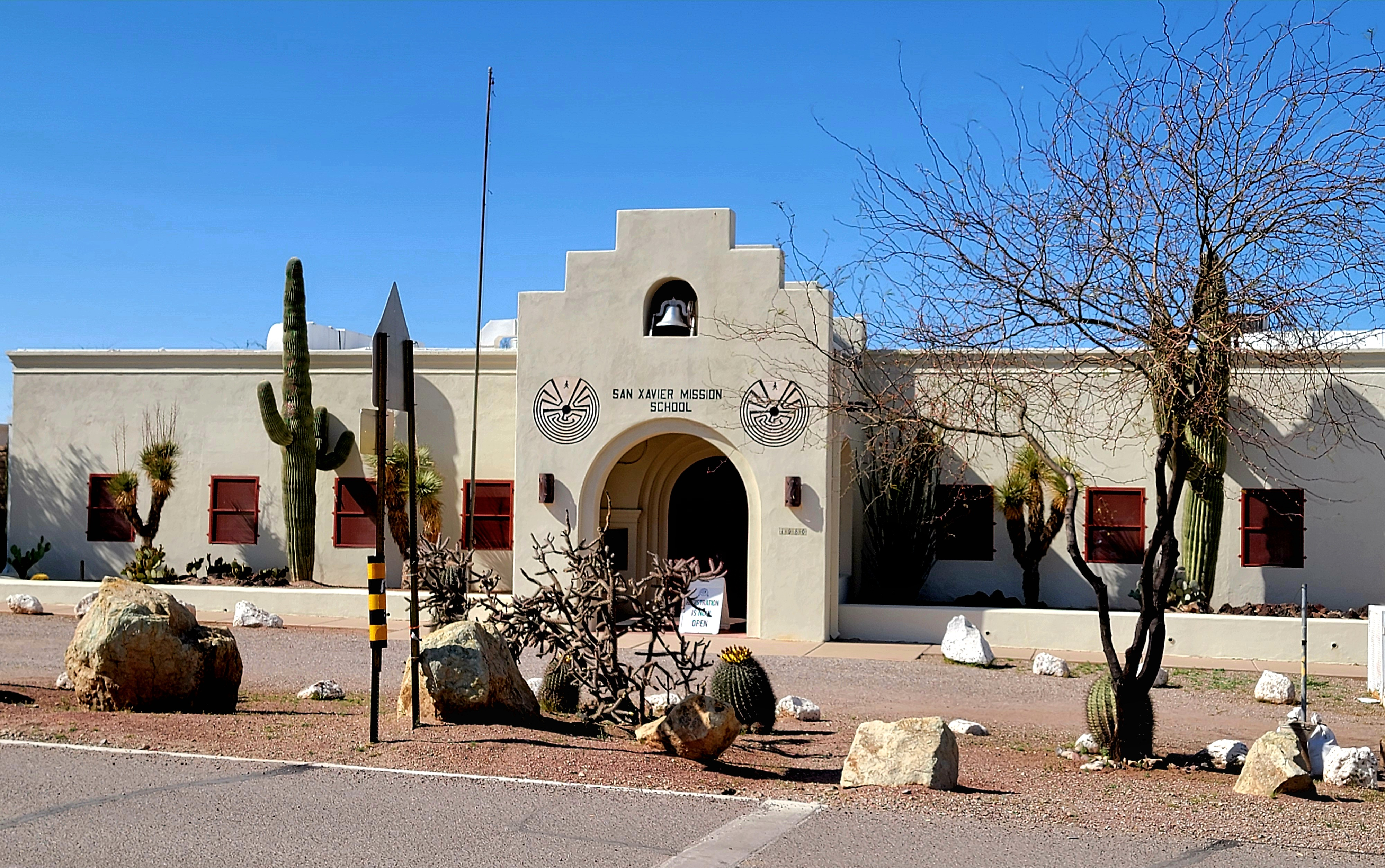
L'école de la mission.